# 해리 오언스
해리 오언스(Harry Owens, 1902년 4월 18일 ~ 1986년 12월 12일)는 미국의 작곡가, 밴드리더, 송라이터이다.
호텔 스타일의 오케스트라를 조직하여, 미국인 사이에 저항없이 하와이 음악을 침투시켰다는 점에서 큰 공적을 남겼으며, 또한 히트 작품을 많이 남겼다는 점에서도 유명하다. 네브래스카주 태생으로, 작곡에는 천재적인 재능을 지녔으며, 1923년에는 빈센트 로즈와 함께 만든 <린거 아호와일>을 히트시켜 유명해졌다. 1934년에는 하와이의 오케스트라 지휘자로 초빙되고, 이 때부터 10년 동안 연주를 하는 한편 히트작품을 쓰기도 하였다. 대표작인 <스위트 레이라니>는 세계적으로 유명하며, 현재는 악단에서 은퇴하였다.   대표적인 곡으로는 <하와이언 파라다이스>, <푸프레 공주>,    <하와이는 부른다>, <하와이의 환대>, <연인이여 안녕> 등 모두가 부동의 위치를 이룩하고 있다.

## 디스코그래피

### 음반
- Hawaii, 1945, Capitol A-4,[1] BD-4, H-166, H-238[2]
- Songs of Hawaii, 1945, Capitol A-6,[1] BD-6, H-268[2]
- Hawaiian Melodies, 1948, Columbia CL-6030[3]
- Voice Of The Trade Winds, 1952, Capitol H-333[4]
- Polynesian Holiday, 1957, Capitol T 804[5]
- Great Songs of Hawaii, 1965, Hamilton HLP-141, HLP-12141[6]